# تاريخ التعليم في إنجلترا
ظل التعليم في إنجلترا مرتبطاً بالمؤسسات الدينية بشكلٍ وثيق حتى القرن التاسع عشر، على الرغم من أن المدارس الخيرية المجانية كانت منتشرة بشكلٍ واسع ومتاحة للأطفال من جميع المذاهب الدينية. وسَّعت الإصلاحات التي حدثت في القرن التاسع عشر نطاق التعليم الرسمي في جميع أنحاء البلاد، وبحلول عام 1880 أصبح التعليم إلزامياً لجميع الأطفال الذين تتراوح أعمارهم بين 5 - 10 سنوات.
عُدل نظام التعليم وأعيد تنظيمه عدة مرات طوال القرن العشرين، وقُسِّم التعليم الثانوي في الأربعينيات إلى ثلاثة أنواع، أُدخلت إصلاحات أخرى في الثمانينيات، فأُقرَّ منهج تعليمي قومي لكل إنجلترا، وسُمح للآباء باختيار المدارس التي سيذهب إليها أطفالهم.

## العصور الوسطى
ترتبط أقدم المدارس المنظمة المعروفة في إنجلترا بالكنيسة. أسس أوغسطين كنيسة في كانتربري في عام 598 وتضمنت مدرسة لتعليم النصوص الدينية، وفي عام 604 انضمت إليها مدرسة أخرى في ما يعرف الآن باسم كاتدرائية روتشستر، أُنشئت مدارس أخرى في جميع أنحاء الجزر البريطانية في القرنين السابع والثامن، وكانت تنتمي بشكل عام إلى أحد شكلين: مدارس تعليم اللغة اللاتينية، ومدارس الترانيم لتدريب الطلاب للانضمام لجوقات الكاتدرائية.
أُنشئت مدارس تعليم قواعد اللغة اللاتينية لأبناء الطبقة الأرستقراطية خلال العصور الوسطى، وخُصصت للطلاب الذين سيعملون في الكنائس أو مع وزارات الحكومة أو في القطاع القانوني مستقبلًا، أُنشئت في ذلك الوقت أيضاً جامعتان تتبعان للكنيسة هما: أكسفورد وكامبريدج؛ بهدف المساعدة في زيادة تعليم رجال الدين المسيحيين الكاثوليك.
كان للإصلاح البروتستانتي تأثير كبير على التعليم ومحو الأمية في إنجلترا، إذ شجع على قراءة الكتاب المقدس باللغة الإنجليزية العامية، ولكن توافر الأناجيل المطبوعة باللغة الإنجليزية قد يكون السبب الرئيس الذي حفز الإصلاح وطوَّر التعليم.

## بداية العصر الحديث
للمدارس المستقلة تاريخٌ طويل في إنجلترا، فقد أسس بعضها قبل القرن العاشر الميلادي، أقدم هذه المدارس كينغ سكول التي تأسست عام 597، كان الكثير من هذه المدارس خيرية، وسميت «المدراس العامة» للإشارة إلى أنها مفتوحة للجميع بغض النظر عن المذهب الديني. أعاد الملك إدوارد السادس تنظيم مدارس تعليم اللغة وأنشأ مدارس جديدة حتى يكون هناك نظام وطني موحد للمدارس العامة، كانت هذه المدارس من الناحية النظرية مفتوحة للجميع، وتقدم دروس مجانية لأولئك الذين لا يستطيعون دفع الرسوم، ولكن الغالبية العظمى من الأطفال الفقراء لم تحضر إلى هذه المدارس؛ لأنهم اضطروا للعمل لدعم عائلاتهم.
أنشأ المنشقون الدينيون في عام 1662 أكاديميات لتعليم طلاب العائلات المعارضة، الذين كانوا لا يرغبون في الدراسة في مدارس كنيسة إنجلترا، وما تزال بعض هذه الأكاديميات المعارضة باقية حتى يومنا هذه، أقدمها هي كلية بريستول المعمدانية، وتنتمي العديد من كليات جامعة أكسفورد لهذه الحركة كهاريس مانشستر ومانسفيلد وريجنت بارك. بدأ تطبيق قانون تعليم الفقراء اعتباراً من عام 1692، ونص على توفير التعليم والتدريب المهني للأطفال الفقراء وغير الشرعيين والأيتام من كلا الجنسين، وهو الأمر الذي سمح لهؤلاء المتدربين بالعمل في المهن الزارعية، والخدمات المنزلية.
كان من المتوقع أو المطلوب من جميع الطلاب الجامعيين والعديد من طلاب المدارس حتى أواخر القرن التاسع عشر أن يخدموا في الكنيسة، يقول المؤرخ ديفيد ميتش إن العمل الخيري كان مصدر التمويل الرئيس في أربعينيات القرن الماضي، وقد تميَّزت إنجلترا في هذا المجال بين الأمم الأخرى، إذ دعم النبلاء والتجار ورجال الدين الأعمال الخيرية التعليمية.

### حركة مدارس الأحد
بدأ روبرت رايكس حركة مدارس الأحد بعد أن ورث أعمال والده وأصبح مالكاً لمجلة غلوستر في عام 1757. بدأت هذه الحركة بمدارس للأولاد في الأحياء الفقيرة. كان أفضل وقت متاح للتدريس هو يوم الأحد؛ لأنَّ الأولاد كانوا يعملون في المصانع في الأيام الستة الأخرى، تولى أشخاصٌ عاديون تعليم الطلاب، وكان الكتاب المدرسي هو الكتاب المقدس. بدأ المنهج الأساسي بتعليم الأطفال القراءة ثم جعلهم يتعلمون التعاليم المسيحية، واستخدم رايكس جريدته لدعم هذه المدارس، وتحمَّل معظم التكاليف الدراسية في السنوات الأولى. بدأت الحركة في يوليو عام 1780 في منزل السيدة ميريديث، إذ حضر الأولاد فقط، وفي غضون عامين فقط فتحت العديد من المدارس في غلوستر وحولها.
كان على الأطفال أن يحضروا بعد الساعة العاشرة صباحاً، ويبقون حتى الثانية عشر، ثم يذهبون إلى المنزل ويعودون مرة أخرى للدراسة.

## القرن التاسع عشر
رعت كنيسة إنجلترا التعليم الأكثر رسمية في القرن التاسع عشر حتى أنشأت الحكومة نظامًا تعليميًا إلزاميًا مجانيًا في نهاية ذلك القرن. تأسست جامعة لندن، فكانت أول جامعة علمانية في إنجلترا مفتوحة للطلاب من جميع الأديان أو حتى الملحدين، ثم تأسست جامعة دورهام أيضاً في أوائل القرن التاسع عشر، ومع نهاية القرن ظهرت الجامعات العامة الجديدة في كل إنجلترا.

### المدارس البريطانية
كان هناك عدد قليل من المدارس العامة قبل نهاية القرن التاسع عشر، ومعظم هذه المدارس كانت تديرها الكنيسة وتركز على التعليم الديني. قاومت الكنيسة المحاولات المبكرة للدولة لتوفير التعليم العلماني، ففي عام 1811 أسست الجمعية الوطنية الأنجليكانية لتعزيز تعليم الفقراء المبادئ الدينية في الكنيسة، سُميت المدارس التي أسستها الجمعية الوطنية المدارس الوطنية، وضُمت في نهاية المطاف ضمن نظام التعليم الرسمي بموجب قانون بتلر (1944). من جهة أخرى تأسست جمعية البروتستانت غير المذهبية من قبل جمعية النهوض بنظام لانكستر لتعليم الفقراء، وهي منظمة شكلها في عام 1808 جوزيف فوكس وليام ألين وصموئيل ويتبريد وبدعم من العديد من الإنجيليين والمسيحيين غير الكاثوليك.
كانت مدارس الأحد في بريطانيا العظمى تُدرس نحو مليون وربع مليون طفل بحلول عام 1831، أي حوالي 25% من مجمل السكان. سبقت هذه المدارس أول تمويل حكومي للمدارس العامة، ولذلك تُعتبر أحيانًا رائدة لنظام المدارس الإنجليزية الحالية.

## قانون فيشر عام 1918
جعل قانون فيشر عام 1918 التعليم الثانوي إلزامياً حتى سن 14، وأعطى مسؤولية إدارة المدارس الثانوية للدولة. سعت العديد من المدارس الابتدائية والمدارس الثانوية الخاصة لتصبح مدارس مركزية أو مدارس ثانوية تمولها الدولة، ظهر قانون التعليم الذي صاغه هربرت فيشر عام 1918، وفرض التعليم الإلزامي من 5 إلى 14 سنة، وضمن أيضاً توفير التعليم الإلزامي بدوام جزئي لجميع الأطفال الذين تتراوح أعمارهم بين 14 و 18 عاماً، وبعد إقرار قانون الحكم المحلي لعام 1929، أصبحت لعديد من المراكز الخيرية مدارس عامة تمولها الدولة.